# Sören Mannberg
Sören Mannberg, född 27 mars 1942 i Hoverberg i Jämtland, är en svensk tidigare fotbollsspelare. Mannberg spelade i Hammarby IF:s A-lag 1967–1971. Hans moderklubb är Bergs IK.
Mannberg var försvarare samtliga säsonger som han spelade i Hammarby IF utom 1969 då han var anfallare. Den säsongen blev det 9 mål och totalt gjorde han 13 mål för klubben. Han var känd som en hårt kämpande spelare och var också den som gjorde Hammarbys första mål på Söderstadion, när Hammarby mötte IFK Göteborg 19 maj 1967. Matchen slutade 2–2 och Mannberg gjorde båda målen. En annan sak som inbitna Bajenfans minns från Mannbergs tid var när han en match 1970 punktmarkerade sönder Malmö FF:s stjärna Bosse Larsson, som efter matchen lär ska ha frågat om han tänkte följa med hela vägen till omklädningsrummet.